# Иванов-Клышников, Павел Васильевич
Павел Васильевич Иванов-Клышников (1896—1937) — миссионер и сопредседатель Союза баптистов СССР. Подвергся преследованиям и был расстрелян за религиозную деятельность.

## Юность
П. В. Иванов-Клышников родился в городе Слуцке, где в то время находился в ссылке его отец В. В. Иванов.
В 1906 году Павел Васильевич учился в реальном училище в Самаре.
В молодом возрасте он обратился ко Христу и принял крещение по вере.
В 1917 году П. В. Иванов-Клышников окончил юридический факультет Московского государственного университета и приступил к работе адвоката в Евпатории.
С 1918 года вместе со своей семьёй и отцом жил в селении Нововасильевка Мелитопольского уезда Таврической губернии.

## Союзное служение

Правление Союза баптистов СССР с представителем Всемирного союза баптистов доктором Рашбруком, 1925 год. Сидят слева направо: В. В. Скалдин, Г. И. Мазаев, Н. В. Одинцов, д-р Рашбрук, И. А. Голяев, П. В. Павлов, С. В. Белоусов. Стоят: слева Д. П. Степин, П. В. Иванов-Клышников, П. Х. Мордовин

В 1923 году на 25-м съезде Союза баптистов Иванов-Клышников был введён в состав Коллегии Союза баптистов, а в 1926 году на двадцать шестом съезде Союза баптистов был избран в правление Федеративного союза баптистов товарищем председателя (заместителем) правления и секретарём союза.
Павел Васильевич был инициатором создания Союзом баптистов Московских библейских курсов и после их открытия в 1927 году стал заведующим курсами. Курсы действовали до его ареста в 1929 году.
В июне 1928 он принимал участие в работе четвёртого Всемирного конгресса баптистов в Торонто, в Канаде, где был избран членом Исполнительного комитета Всемирного баптистского альянса. На конгрессе он выступил с большим докладом «Труд и задачи баптистов СССР». В своём докладе Павел Васильевич сказал: «… я хотел бы особенно подчеркнуть, что евангелизация нашей страны имеет мировое значение в развитии дела Божьего на земле. Россия — не Европа, но она и не Азия: она посредница между двумя мирами. И свет Христов, который разгорится в ней, осветит и согреет и запад, и восток»!

## Время гонений

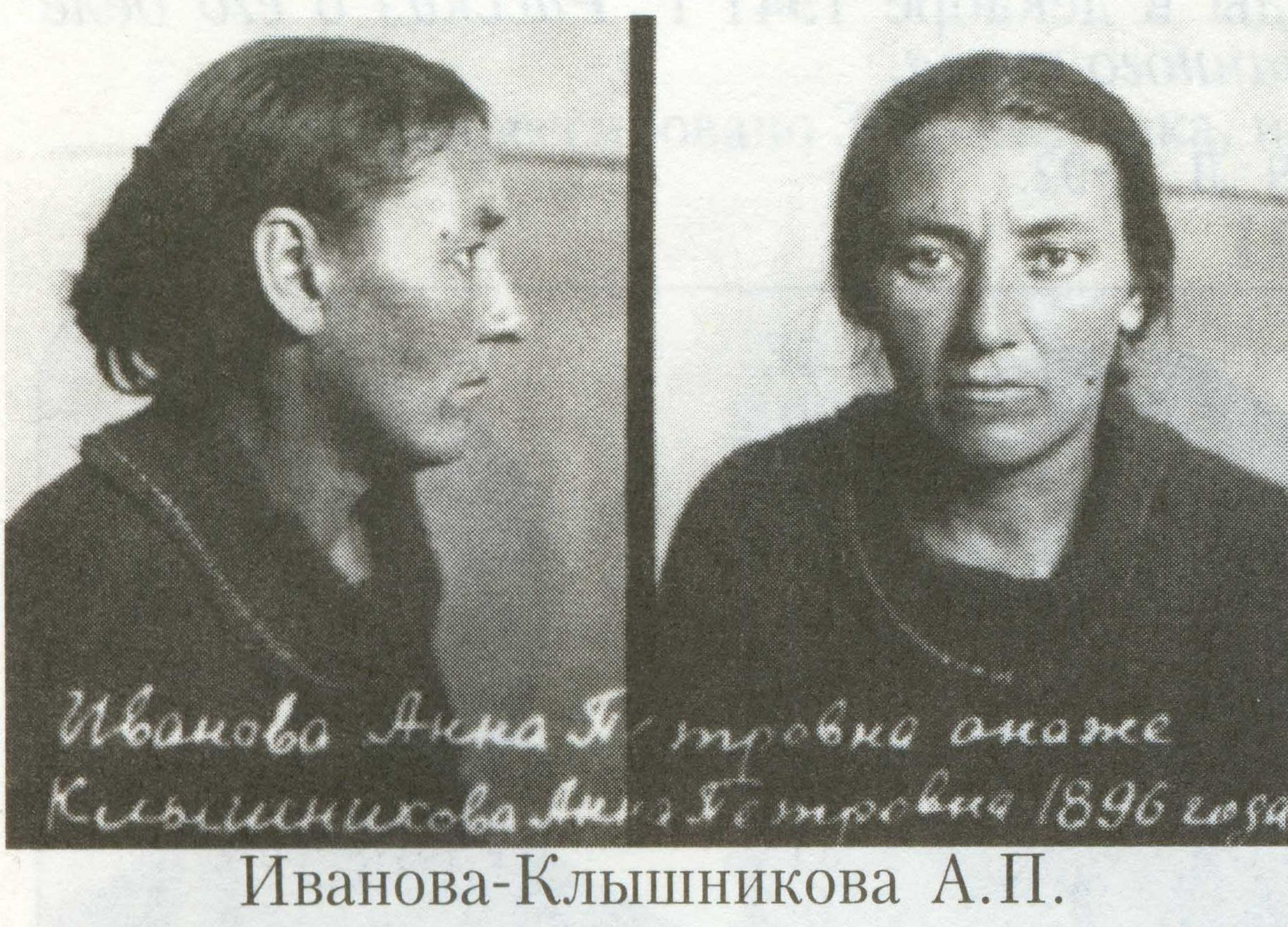
Анна Петровна Иванова-Клышникова тоже была репрессирована, как жена священнослужителя

3 марта 1929 года Павла Васильевича арестовали и сослали на 3 года в Алма-Ату. Поводом к тому стало его выступление на Четвёртом Всемирном конгрессе баптистов в Торонто в 1928 году, в котором он имел неосторожность обратиться к зарубежным баптистам за материальной помощью для нужд евангелизации народов СССР.
В октябре 1932 года в ссылке он был вторично арестован и осуждён на 10 лет лагерей «без права переписки». Он находился в лагерях Караганды.
До 1937 года семья Павла Васильевича имела с ним переписку и даже периодические свидания в лагере, но потом все контакты оборвались. Павел Васильевич был расстрелян в 1937 году, но семья долгие годы не знала о его смерти.
Через большие испытания прошла и его жена Анна Петровна: в 1941 году она была арестована как жена служителя. Её приговорили к расстрелу, но затем заменили приговор на 10 лет пребывания в лагере строгого режима. Она 11 лет провела в лагере в Мариинске.
В результате остались без попечения родителей их шестеро детей. Двоих из них, Ирину и Васю, во время войны приютила в своём доме Александра Ивановна Семиреч. Остальные дети Павла Васильевича и Анны Петровны остались жить в Алма-Ате.
Анна Петровна вернулась из заключения в 1952 году и через год после освобождения отошла в вечность. Реабилитирована в 1957 году.